# 박장혁
박장혁(朴章爀, 1998년 10월 31일~)은 대한민국의 쇼트트랙 선수이다. 2018년 세계 주니어 선수권 대회에서 종합 3위를 했고, 2021년에 처음으로 국가대표로 발탁되어 월드컵에 참가하였다. 2022년 올림픽 국가대표로 발탁되었다. 그러나 올림픽에서 중국 선수에게 손 부상을 당했다. 2022년 베이징 동계 올림픽 남자 쇼트트랙 5000m 은메달을 획득하였다.

## 유년 시절
쇼트트랙을 배우던 누나 박정현을 보고 흥미를 느껴 초등학교 1학년 때 처음 스케이트를 신었다. 중학교에 입학한 후로 기대만큼 성적이 잘 나오지 않아 선수의 꿈을 포기하고 싶었던 적도 있었지만, 그동안의 노력이 빛을 발하며 고등학교 3학년 때부터 눈에 띄는 성적이 나오기 시작했다.

## 2017-18시즌
2018 주니어 세계선수권에 출전하여 1500m 동메달과 1000m 은메달을 획득했다. 1500m 슈퍼파이널에서 2위를 하며 종합 3위에 올랐다.

## 국가대표 선발전
1차 선발전 1500m에서 한 바퀴를 먼저 달리는 작전으로 우승했다. 500m에서는 4위를 차지했으며, 슈퍼 파이널에서는 5위를 기록해 총점 47점으로 종합 4위를 차지했다.2차 선발전에서도 모든 종목의 결승에 진출했고 1500m 3위, 500m 4위, 1000m 5위, 슈퍼파이널에서 2위를 기록해 총점 47점으로 종합 3위에 올랐다.
2번의 선발전을 합산에 종합 순위에서 3위를 하며 2022 베이징 동계올림픽 개인전 출전권을 거머쥐었다. 1차 선발전에서 한 바퀴를 먼저 치고 나가 우승하자 경험 부족을 이유로 걱정하는 의견들이 많았지만, 선발전 동안 좋은 모습을 보여주면서 어느 정도 사그러들었다.

## 월드컵 시리즈

### 1차
500m에서는 예비 예선에서 넘어지고, 1000m는 예비 예선에서, 1500m는 예선에서 실격을 당해 전종목 본선에 진출하지 못했다. 마지막 날 혼성 계주 결승에 3번 주자로 출전했고, 3위로 들어와 본인의 단체전 첫 동메달을 획득했다. 남자 계주 결승에선 4번 주자로 출전했으나, 3번 주자였던 김동욱이 빙판에 걸려 넘어지고, 곽윤기가 한 바퀴를 잡혔음에도 비켜주지 않는 실수를 저질러 옐로 카드를 받았다.

### 2차
500m는 예선에서 막판 스퍼트를 노렸으나, 0.001초 차이로 본선에 오르지 못했다. 혼성계주 예선예선 3번 주자로 나섰으나 실격되었다. 1500m는 결승까지 진출했으나 최종 7위를 기록했다. 1000m에서는 지난 대회와 다르게 폼이 올라온 모습을 보여주며 준결승까지 진출해서 2위를 하며 결승에 진출하나 싶었으나, 인코스 추월을 하는 과정에서 리우 샤올린 샨도르에게 방해를 줬다는 의문의 페널티를 받으며 탈락했다. 남자 계주 결승에선 1번 주자로 출전했으나 4번 주자였던 박인욱이 넘어지는 바람에 아쉽게 메달 획득에는 실패했다.

### 3차
500m에 출전하여 스타트는 우다징을 추월할 정도로 좋았으나, 이후 아웃으로 밀려나 3위를 기록하며 예선에서 탈락했다. 이후 500m 랭킹 결정전에서 1위로 스타트를 잘 끊었으나, 이물질을 밟아 뒷 선수들에게 인코스로 추월을 당하며 마지막으로 들어왔다. 그래도 1500m에서는 중국 선수 3명이 속한 준결승전에서 불리한 상황을 넘고 결승에 진출했고, 결승에서는 막판 아웃코스 추월로 3위까지 끌어올려 본인의 월드컵 시리즈 첫 동메달을 획득했다. 1000m 준결승에서 막판 스퍼트를 냈으나,석연치않은 페널티를 받아 결승 진출에 실패했다. 혼성 계주 결승에선 3번 주자로 뛰었으나, 넘어지면서 5위로 마쳤다. 남자 계주 결승은 박인욱이 대신 출전했고, 대한민국은 2위로 들어와 은메달을 받았다.

### 4차
500m 예비 예선과 예선 모두 경기 내용이 좋지 못한채 3위로 들어왔지만, 둘다 기록이 좋아 본선에 진출했다. 그러나 같이 500m에 출전했던 박인욱이 중국 선수의 경제 플레이로 본선에 진출하지 못했고, 랭킹 파이널에서 영국 선수의 반칙성 플레이로 낮은 등수를 기록해 500m 출전권은 얻지 못했다. 이후 준준결승에서 5위로 준결승 진출에 실패했다. 1500m는 결승에선 런쯔웨이, 싱키 크네흐트에 이어 3위로 들어와 동메달을 획득하며 월드컵 랭킹 3위에 올랐다.남자 계주 준결승에서는 1번 주자를 맡아 결승 진출에 공헌했다. 그러나 혼성 계주 준결승에서는 인코스를 내주며 추월의 빌미를 제공했고, 결정적으로 곽윤기가 마지막 한바퀴 반을 남기고 넘어져 결승에 진출하지 못했다. 남자 계주 결승에선 첫번째 주자로 활약했으며, 곽윤기의 마지막 인코스 공약으로 1위로 들어왔다. 이로써 본인의 월드컵 시리즈 첫번째 금메달을 따냈다.

## 평가
2021-22 시즌 월드컵에 출전하며 적응하는 모습을 보여주었다. 주종목인 500m의 경우 스타트는 좋고 스피드와 순발력이 좋지만 4,5번 스타트 레인으로 인해 아쉬운 부분이 있었다. 이로 인해 결국 500m 올림픽 출전권 1장을 놓쳤다. 혼성 계주에서는 3번 주자로 많이 출전했는데, 큰 체격으로 인해 여자 선수들인 2번 주자가 밀어주기 어려워 터치 부분에서 추월을 당하기도 하는 등 피지컬이 혼성 계주와 잘 맞지 않다는 얘기가 있었다. 계주에서는 가끔 터치 호흡이 맞지 않는 모습이 나오기도 했다. 하지만 체격 차이로 인해 곽윤기를 밀어 줄때 시너지를 발휘하는 점이 뛰어나고, 빠른 스타트와 스피드를 이용해 1번 주자로서의 본인의 코스를 잘 탄다.

## 방송 출연

### 예능
- 2022년 3월 MBC 《황금어장 라디오스타》 (With 곽윤기,이준서,김동욱)
- 2022년 3월 SBS 《신발 벗고 돌싱포맨》 (With 곽윤기,이준서)
- 2022년 3월 TVN 《유 퀴즈 온 더 블럭》 (With 곽윤기,황대헌,이준서,김동욱)

## 에피소드
- 쇼트트랙 국가대표 역대 최장신 선수다.함께 뽑힌 이준서와 황대헌 역시 180cm가 넘는 장신으로 2022 베이징 동계올림픽 개인전 출전하는 남자 선수들은 모두 장신 선수들로 구성되었다.
- 고등학생 때부터 김연아의 팬이었고,노트북 바탕화면이 김연아일 정도로 좋아한다고 한다.
- 2022 베이징 동계올림픽 출전 쇼트트랙 국가대표 선수들 중 유일하게 인스타계정이 없다.본인이 SNS를 안하는 것과 별개로 동료 선수들의 SNS에는 가끔 등장하는 편이다.
- 꽉잡아윤기 채널 라이브에서 공개한 MBTI는 ENFJ이며,이전에는 항상 ENTJ가 나왔다고 한다.
- 한국체육대학교 1학년이던 시절,슈퍼주니어 Devil을 춘 적이 있다고 한다.유튜브 알고리즘의 선택을 받아 조회수가 꾸준히 올라갔고 올림픽 이후 예능 프로그램에서 재현해달라는 요청에 쇄도했지만,본인은 흑역사이기에 다시 볼 수 없을 것이라 답변 했다.